# Super Columns
Super Columns est un jeu vidéo de puzzle sorti en 1995 et fonctionne sur Game Gear. Le jeu a été développé et édité par Sega. Il fait suite au jeu Columns.